# Stanislaw Alexandrowitsch Kotschanowski

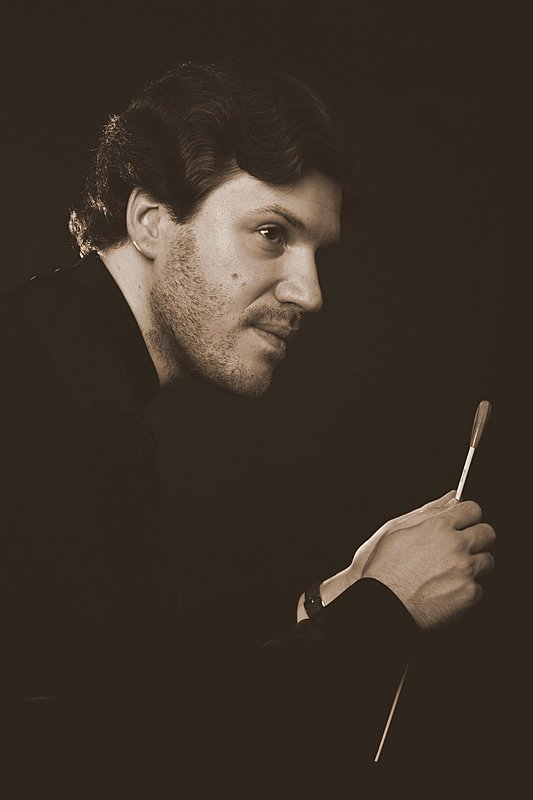
Stanislaw Kotschanowski

Stanislaw Alexandrowitsch Kotschanowski (russisch Станислáв Алексáндрович Кочанóвский, wissenschaftliche Transliteration Stanislav Aleksandrovič Kočanovskij, englische Transkription Stanislav Alexandrovich Kochanovsky, Aussprache [stənʲɪˈslav ʌlʲɪˈksandrəvʲɪt͡ɕ kət͡ɕʌˈnofskʲɪj]; geboren am 28. September 1981 in Leningrad, jetzt Sankt Petersburg) ist ein russischer Dirigent, Organist und Nachfolger von Andrew Manze als Chefdirigent der NDR Radiophilharmonie.

## Ausbildung und erste Positionen
Stanislaw Kotschanowski begann seine Ausbildung an der Glinka-Chorschule in St. Petersburg, die er 1999 mit Auszeichnung abschloss. Seine Lehrerinnen und Lehrer waren T. I. Chitrowa (Dirigat), E. G. Sobolew (Flöte), V. S. Pejsachow (Klavier) und O. P. Minkina (Orgel). Von 2000 bis 2002 war er Chorleiter und Dirigent des Amateurchors am Sankt Petersburger Konservatorium und ab 2003 Gastorganist am Mariinski-Theater. Ab 2004 studierte Kotschanowski am Sankt Petersburger Konservatorium bei A. W. Titow Opern- und Symphoniedirigat. Im März 2005 gab er mit Schostakowitschs Neunter Symphonie zur Eröffnung des XIV. Internationalen Festivals der Künste „Von der Avantgarde bis zur Gegenwart“ sein Debüt mit dem Akademischen Symphonieorchester der Sankt Petersburger Philharmonie. Seit 2005 war er auch Gastdirigent des Orchesters der Staatlichen Eremitage.
Von 2007 bis 2010 war Kotschanowski Dirigent am Michailowski-Theater. Von 2010 bis 2015 leitete er das Akademische Sinfonieorchester der Staatlichen Philharmonie Nordkaukasus „W.I. Safonow“.

## Repertoire
Kotschanowskis Repertoire umfasst Sinfonien sowie über dreißig Opern und Ballettstücke, die er weltweit als Gastdirigent zur Aufführung bringt. Dazu gehören bekannte große Bühnenwerke von beispielsweise Mozart, Donizetti, Tschaikowski, Verdi oder Wagner ebenso wie seltener gespielte Stücke, darunter György Ligetis Requiem, Zoltán Kodálys Psalmus Hungaricus oder Mieczysław Weinbergs Sinfonie Nr. 21 Kaddish. Außerdem dirigiert Kotschanowski Stücke von lebenden Komponistinnen und Komponisten wie Brett Dean, Osvaldo Golijov, Sofia Gubaidulina oder Anna S. Þorvaldsdóttir.

## Weiterer Werdegang
Kotschanowski war zu Gastdirigaten bei zahlreichen internationalen Orchestern eingeladen, darunter das Royal Concertgebouw Orchestra, das Orchestre de Paris, das Philharmonische Orchester Oslo, das Israel Philharmonic Orchestra, das National Symphony Orchestra in Washington und die Wiener Symphoniker. Seine Arbeit als Operndirigent führte ihn unter anderem an das Opernhaus Zürich und an De Nationale Opera in Amsterdam. Außerdem ist Kotschanowski Gast bei großen Musikfestivals, darunter das Festival „Sterne der Weißen Nächte“ am Mariinski-Theater, das Maggio Musicale Fiorentino und das Verbier Festival. Er arbeitet weltweit mit Solisten wie Leonidas Kavakos, Frank Peter Zimmermann, Michail Pletnjow, Kirill Gerstein oder Matthias Goerne zusammen.
Ab der Spielzeit 2024/25 übernimmt Kotschanowski in der Nachfolge von Andrew Manze die Position des Chefdirigenten der NDR Radiophilharmonie in Hannover. Nach Aussage von NDR-Intendant Joachim Knuth war er der „Wunschkandidat“ des Orchesters, in dem auch Musiker aus der Ukraine spielen. Kotschanowski sagt, er habe nie Probleme gehabt, weil er Russe sei, und sehe Kultur bei Konflikten als Brücke an. In Russland will Kotschanowski nicht mehr arbeiten.